# Mærkedage (roman)
 For alternative betydninger, se Mærkedage. (Se også artikler, som begynder med Mærkedage)
Mærkedage er en bog på 409 sider fra 2007 af Jens Smærup Sørensen.
Bogens omdrejningspunkt er tre fester, Peder Godiksens konfirmationfest i Staun Forsamlingshus i 1934, Emma Godiksen og Orla Jensens sølvbryllup i samme forsamlingshus i 1962 og Henrik Lundbæks 60 års fødselsdagsfest på Hotel Hvide Hus i Aalborg i 2003.
Forfatteren kalder bogen ”historier”, ikke roman. Personerne er opdigtede men har karakter- og udviklingstræk fra mennesker, forfatteren har kendt eller hørt om. Bogens geografiske omdrejningspunkt er den eksisterende landsby Staun, hvor Smærup Sørensen er født og har gået i skole. To slægter, Godiksen på Bisgaard og Lundbæk på Kristiansminde, følges igennem det 20. århundrede.
Med nedslag i personer og deres indbyrdes forhold beskrives landbrugskulturens undergang i løbet af det 20. århundrede. Et af disse nedslag er den traditionsbundne storbonde og samfundsstøtte Søren Godiksens 40 år forsinkede erkendelse af, at det afgørende brud med slægts- og samfundstraditionen viste sig med sønnen Peders afvisning af at skulle overtage slægtsgården.
Ved bogens slutning i 2003 er Søren Godiksens oprindelige jord overtaget af hans dattersøn, svinebaronen Henrik Lundbæk, som for at holde sin anstrengte kreditværdighed oven vande er i gang med store projekter i Østeuropa. Han er den sidste i de to familier, som har berøring med landbruget.
Bogen fik overvejende stærkt positive anmeldelser. Politiken fandt således, at Smærup med den gav svaret på årtiers længsel efter den store danske samtidsroman.
For "Mærkedage" modtog Jens Smærup Sørensen såvel Boghandlernes gyldne Laurbær som Weekendavisens Litteraturpris for 2008 og DR Romanprisen. Den var desuden indstillet til Nordisk råds litteraturpris, som imidlertid gik til Naja Marie Aidt.
Statsminister Anders Fogh Rasmussen holdt overrækkelsestalen, da Smærup modtog de gyldne laurbær. Det gjorde han blandt andet ved at fremhæve parallellerne mellem de to mænds opvæstkår. Foghs tale blev opfattet som, at han ikke var enig med sit eget partis ordfører, der tidligere havde fremsat en idé om, at etablerede forfattere burde have beskåret deres statslige tilskud.
ISBN 978-87-02-05806-2